# Joker Bianchi/Saison 2008
Mannschaft und Erfolge des Teams Joker Bianchi in der Saison 2008.

## Erfolge

### Erfolge in derUCI Europe Tour
| Datum   | Rennen                         | Kat. | Sieger             |
| 1. Mai  | 7. Etappe Tour de Bretagne     | 2.2  | Fredrik Wilmann    |
| 19. Mai | 2. Etappe Olympia’s Tour       | 2.2  | Joachim Bøhler     |
| 6. Juni | 3. Etappe Ringerike Grand Prix | 2.2  | Joachim Bøhler     |
| 7. Juni | 4. Etappe Ringerike Grand Prix | 2.2  | Alexander Kristoff |

## Mannschaft

### Kader
| Name                 | Geburtstag        | Nationalität |
| -------------------- | ----------------- | ------------ |
| Joachim Bøhler       | 19. Juli 1980     | Norwegen     |
| Ole Haavardsholm     | 18. Juli 1989     | Norwegen     |
| Alexander Kristoff   | 5. Juli 1987      | Norwegen     |
| Lars Petter Nordhaug | 14. Mai 1984      | Norwegen     |
| Stian Sommerseth     | 24. Mai 1985      | Norwegen     |
| Sten Stenersen       | 15. August 1988   | Norwegen     |
| Ingar Stokstad       | 16. Dezember 1989 | Norwegen     |
| Svein Erik Vold      | 31. Oktober 1985  | Norwegen     |
| Fredrik Wilmann      | 17. Juli 1985     | Norwegen     |

### Zugänge – Abgänge
| Zugänge          | Team 2007 | Abgänge              | Team 2008       |
| ---------------- | --------- | -------------------- | --------------- |
| Ole Haavardsholm | Neoprofi  | Edvald Boasson Hagen | High Road       |
| Ingar Stokstad   | Neoprofi  | Gabriel Rasch        | Crédit Agricole |